# Supporters de l'Olympique de Marseille
 (décembre 2023).
Dernière mise à jour : 23 août 2023.
Les supporters de l’Olympique de Marseille sont prépondérants dans la vie du club depuis plus d'un siècle. Ils financent les travaux d'aménagement du stade de l'Huveaune dans les années 1920. Mis en sommeil durant les années 1950 et 1960, les supporters marseillais retrouvent à nouveau des couleurs à l'occasion de la présidence Leclerc avec la création de l'Association des Supporters de l'OM. Pour l'exemple, la section parisienne des supporters de l'OM compte alors plus de 2 000 membres actifs (1970). Sonnés par les secousses de la fin des années 1970, les supporters de l'OM effectuent un retour en force avec la présidence Tapie. La vague Ultra en provenance d'Italie donne alors naissance à de nombreux groupes : CU84, South Winners ou Yankee notamment. L'enthousiasme ne se dément pas malgré les travaux du Vélodrome avant la Coupe du monde et de nouvelles déconvenues qui marquent la fin de la présidence Tapie. Celui-ci a d'ailleurs cédé la gestion des abonnements des virages aux groupes de supporters, jusqu'à ce que la direction en reprenne la gestion en 2016. Un club de supporters de l'OM est même recensé à New York, il compte une centaine de membres, des Français comme des Américains.
À domicile, ils sont situés au Stade Vélodrome.

## Généralités
Les supporters de l'OM fédérés en groupe ne sont pas présents qu'à Marseille et le club compte une centaine de groupes distants en 2010. Un groupe de supporters à distance se caractérise par le fait que ce groupe est basé hors de la ville et que dans une large majorité, les gens qui le compose n'ont pas d'attache familiale ou résidentielle avec Marseille. À la différence d'un autre club tel que l'AS Saint-Étienne qui possède des groupes distants indépendants des groupes de supporters stéphanois, le modèle marseillais se base sur le principe de sections affiliées à l'un des groupes officiels. La création de ces groupes distants apparaît en grande partie après le sacre européen de 1993 et les dirigeants marseillais constatant une demande croissante et massive de billets pour venir assister aux matchs au stade Vélodrome, ils décident que les associations de supporters deviennent les interlocuteurs des groupes distants. On peut citer en exemple que le Commando Ultra '84 compte une vingtaine de sections dont une en Suisse ou que les Yankee possédaient jusqu'à leur dissolution six sections : Belgique, Centre, Champagne-Ardenne, Île-de-France, La Réunion et Pays de la Loire.
Influencé par la devise Droit au but, le supporter marseillais a toujours montré une sympathie envers deux types de footballeurs. Le joueur au style de jeu fantasque, efficace, plein de panache et que l'on peut résumer par l'expression « Il fait le spectacle ». À défaut de posséder ces qualités, les fans aiment aussi le joueur qui compensera par de la virilité, du caractère et de l'allant. Une expression est consacrée à ces joueurs avec « Mouiller le maillot ». À l'inverse, des joueurs habiles balle au pied mais considérés comme nonchalants ne sont pas devenus des légendes du Vélodrome.

## Groupes de supporters
| Nom                     | Abréviation | Date de création | Emplacement au stade      | Responsable            |
| ----------------------- | ----------- | ---------------- | ------------------------- | ---------------------- |
| Commando Ultra '84      | CU'84       | 1984             | Virage Sud Chevalier Roze | Christophe Bourguignon |
| Club des Amis de l'OM   | CAOM        | 1987             | Virage Nord De Peretti    | Patrick Hamou          |
| South Winners           | SW87        | 1987             | Virage Sud Chevalier Roze | Rachid Zeroual         |
| Fanatics                | FAN 88      | 1988             | Virage Nord De Peretti    |                        |
| Dodger's                | DM92        | 1992             | Virage Nord De Peretti    | Christian Cataldo      |
| Marseille Trop Puissant | MTP94       | 1994             | Virage Nord De Peretti    | Khokha Amsis           |
| Handi Fan Club          |             | 2005             | Tribune Ganay             | René Poutet            |

### Commando Ultra '84

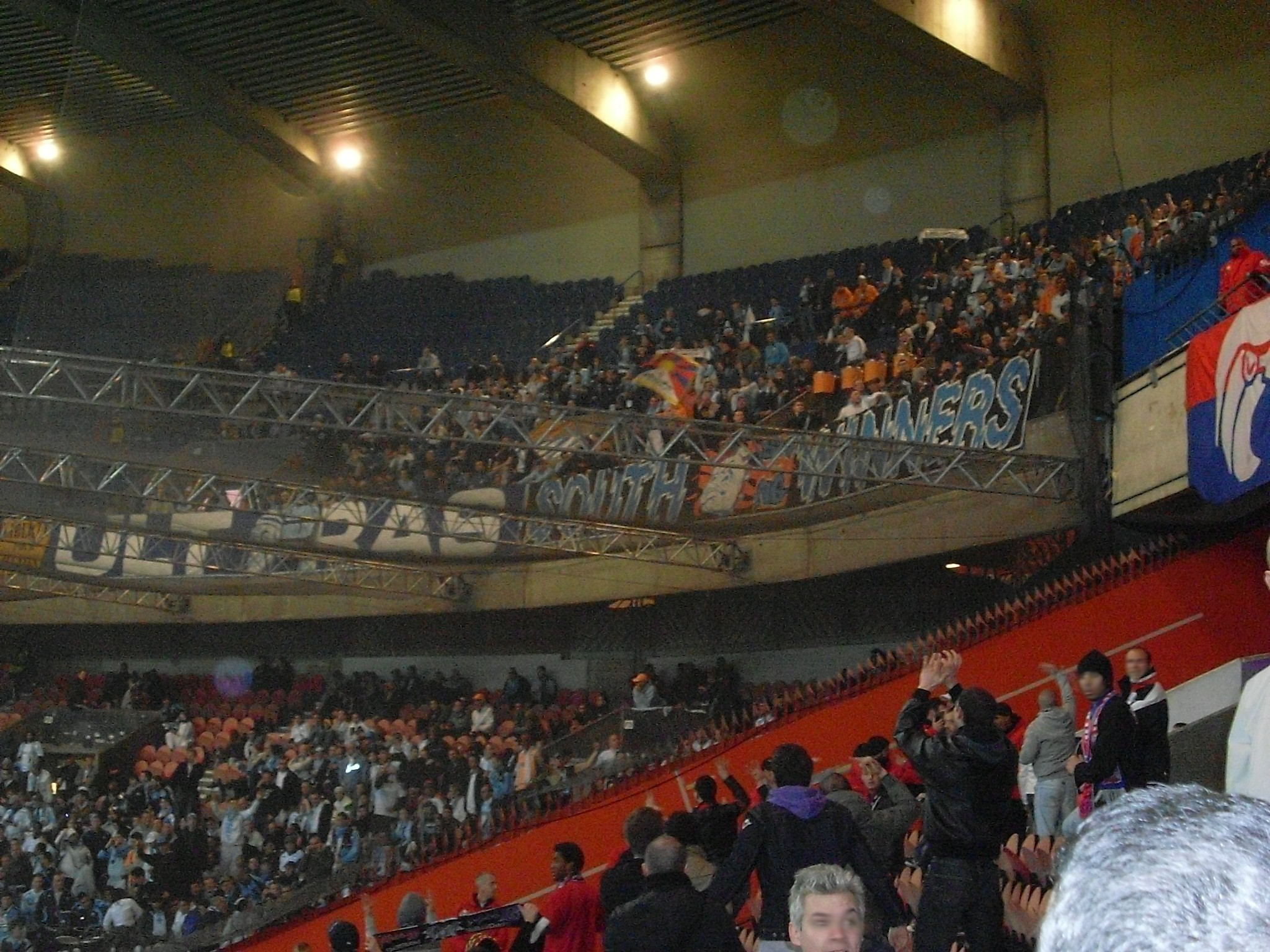
Supporters marseillais au Parc des Princes lors du PSG-OM du 15 mars 2009.

Le 31 août 1984, alors que l'OM reçoit le Matra Racing, le plus ancien des groupes ultras de France, le Commando Ultra '84 voit le jour. À cette époque, la majorité des supporters marseillais issue des quartiers populaires et ouvriers se retrouve dans le virage Nord. Quelques semaines plus tard, a lieu le premier déplacement du groupe lors d’un PSG-OM au Parc des Princes. De nombreux supporters marseillais font alors partie de la « mouvance » ultra, sans avoir toutefois encore de liens officiels avec le Commando Ultra. La 1re bâche « Commando Ultra Curva Nord » apparaît dans le virage Nord en décembre 1984, lors d’un OM-Toulon, derby de la Méditerranée qui provoque durant plusieurs années de violents affrontements entre supporters des deux équipes. Les multiples incidents et affrontements principalement en Italie et en Angleterre font que l’appellation « Commando » et la tête de mort qui sert d’emblème au groupe sont proscrites du Vélodrome par des autorités sportives et judiciaires. Le Commando Ultra est alors tenu de changer officiellement son nom en « Ultras Marseille » et de remplacer son emblème par la main de Zeus, faisant référence à l’origine grecque de Marseille. Malgré tout, fort de plus de 150 abonnés pour la saison 86/87, le groupe investit la partie supérieure du virage Sud pour des raisons pratiques de cohabitation avec les supporters « traditionnels ». C’est pendant cette même saison qu'est organisé à Split, le premier déplacement en Coupe d’Europe des Ultras. Depuis ce match, la bâche « Ultras » utilisée pour les déplacements est présente sans discontinuer dans tous les stades européens pour chaque match de l’OM. La saison 86/87 se termine par un déplacement au Parc des Princes pour la finale de la Coupe de France, qui donne lieu au premier « tifo géant » mis en place lors d’un match hors du Vélodrome. Des incidents lors du déplacement des supporters pour assister au match Atletico Madrid-Olympique de Marseille, le 1er octobre 2008, entrainent l'incarcération de l'un de ses membres, Santos Mirasierra. Le local du groupe se trouve désormais sur le boulevard des Acièries.

### South Winners 87
Fondé par des jeunes du centre-ville, Frédéric Gransart, Didier Mattera, Lionel Bédikian et Camille Moulet (premier président du groupe), le nom se réfère à leur première bâche « Win for us! » inspirée d'une bâche qui existait en Italie. Ils sont alors situés en tribune Ganay sud. Puis ils décident de migrer vers le virage Sud. Le premier match du groupe se déroule le 27 novembre 1987 contre Bordeaux. Connus comme étant politiquement à gauche, lors du PSG-OM de 1989, ils retournent leurs bombers en manifestation anti-fasciste contre les skinheads du Kop of Boulogne. L’orange des bombers devient petit à petit la couleur emblématique du groupe marquant gadgets, tifos et bâches. Fédérés pendant plusieurs années avec les Fanatics et le CU84 dans le FUW (Fanatics Ultras Winners), la coopération est rompue sur un différend à propos de l’emplacement au stade. Aujourd’hui, les Winners forment le plus grand groupe marseillais avec 3 000 membres.

### Club des Amis de l'OM
Le CAOM qui compte environ 4 000 membres, est un groupe de supporters fondé en 1987. Présent dans toutes les tribunes, ils ont été regroupés par la direction de l'Olympique de Marseille dans le bas du virage nord en 2018.
Le groupe a été fondé en 1987 par Albert Manoukian, Francis Tollinche et Patrick Hamou qui en est le Président actuel.

### Fanatics
Les Fanatics, qui comptent en 2018 2 200 membres, font leur première apparition lors de la demi-finale de coupe d'Europe contre l’Ajax le 6 avril 1988. De la seconde Nord Ganay, ils changent rapidement vers le virage Sud, où ils se regroupent avec les Winners et les CU84 pour former le FUW (Fanatics Ultras Winners). Après la dissolution du FUW, ils retournent au virage Nord lors de la saison 1995/1996. Le nombre de membres triple lors de la saison 1998/1999 et le groupe peut ouvrir son propre local en 1999. Ils sont très attachés à la Provence, en brandissant systématiquement le drapeau provençal aux côtés du drapeau marseillais. La majorité des premiers membres ne sont plus dans le groupe. Leur devise est « Marseillais Avant Tout ».

### Dodger's

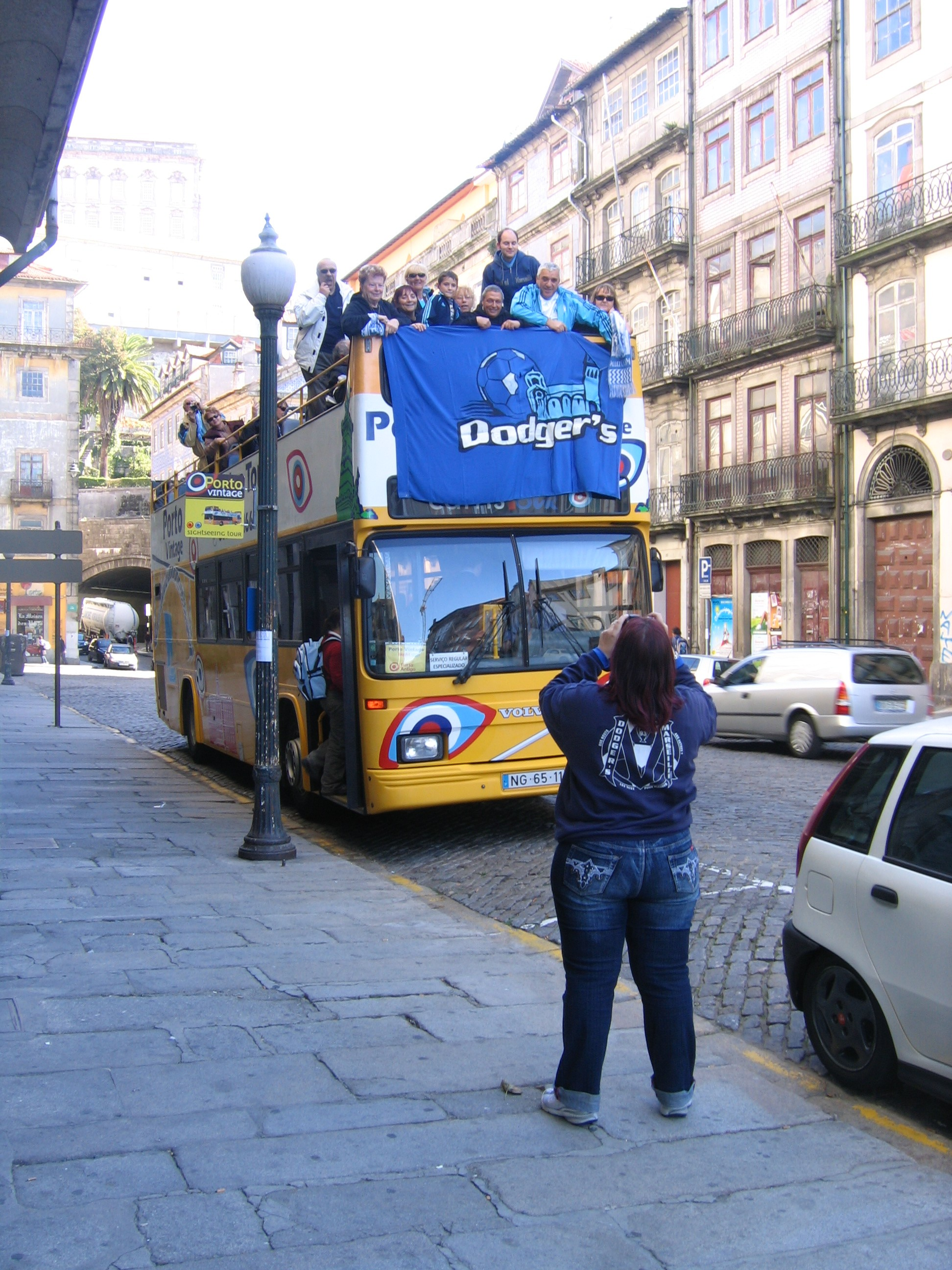
Les Dodger's en déplacement à Porto

Les Dodger's ont vu le jour le 26 mai 1992, soit un an tout juste avant la victoire des Olympiens en Ligue des Champions, à la suite d'un désaccord avec le groupe des Yankee. Leur nom vient du lieutenant Dodge qui avait quitté l'armée Yankee.
Le groupe, d'une vingtaine de personnes en 1992, s'est agrandi à une centaine de membres en 1993, élargissement dû en grande partie à l'épopée européenne de l'Olympique de Marseille. Le club se développe en proposant des déplacements, des lotos et possède même une équipe de foot. Les Dodgers disposent d'un local et leur site Internet est le seul à se présenter en français et en provençal. Les Dodger's comptent 3 200 membres.

### Marseille Trop Puissant
Le groupe des MTP est fondé en 1994 par Patrice de Peretti, dit Depé et sa bande d’amis. Au cours des déplacements en D2, le groupe gagne rapidement en notoriété et le nombre d’adhérents explose lors du retour dans l'élite. En coopération avec l'association de la Caravane des Quartiers, le groupe s’efforce d'intégrer les jeunes des quartiers défavorisés. Démarré à 10 membres, le groupe en a 3 700 aujourd’hui, la base du groupe étant toujours le quartier de La Plaine, où se trouve leur local. Un grave accident de car le 23 août 2008 leur fait perdre deux membres. Ce tragique évènement est un moment marquant de la vie du groupe, il est encore commémoré au fil des saisons à l'aide de tifos.

#### Patrice de Peretti
Patrice de Peretti (né à Marseille le 11 mars 1972, décédé dans la même ville le 28 juillet 2000) est un supporter célèbre de l'Olympique de Marseille. Le virage nord du Stade Vélodrome porte désormais son nom en son hommage. Aujourd'hui de nombreux chants à son effigie sont repris à chaque match, comme le "chanter comme Depé".

### Handi Fan Club
Créé en 2005, le Handi Fan Club est le groupe des supporters handicapés de l'Olympique de Marseille. Lors des matchs au Stade Vélodrome, ils sont encadrés par une vingtaine de bénévoles et sont situés en bas de la tribune Ganay.

## Supporters indépendants
En plus de toutes les sections des groupes de supporters venus de toute la France, les ventes de billets électroniques permettent de montrer la présence de supporters non affiliés à des clubs de supporters de 85 départements différents en moyenne pour la saison 2007-2008. Lors du match OM-Olympique lyonnais de cette même saison, l’ensemble des 96 départements de France métropolitaine ont été représentés au Stade Vélodrome ainsi que la Belgique et la Suisse.

Ces supporters ont accès aux virages du Stade Vélodrome.

### Sections de supporters à l'étranger
Les supporters de l'Olympique de Marseille dépassent les frontières. D'ailleurs, certains ont créé leur section :
- Royaume-Uni United Kingdom of Marseille
- Commando Ultra '84, Section Suisse
- Massilia Helvetia
- Yankee Belgique
- Polish Hussars
- OM Firenze
- OM Los Angeles
- OM Miami
- OM New York
- OM Montréal
- OM San Francisco
- OM Israël Fan Club
- Supporters Russophones de l'Olympique de Marseille
- OM Shuriken
- Association des supporters de l'Olympique de Marseille du Sénégal[14]
- Yankee Sénégal
- OM Kinshasa
- OM Commandos Irréductibles, Section Munksnas
- OM Dubaï
- Club des Supporters Tahitiens de l'Olympique de Marseille[15],[16]
- OM Oran
- OM Alger
- OM Genève
- OM Santiago
- OM Tunis
- OM Dublin

## Anciens groupes de supporters

### Club Central des Supporters
Association la plus ancienne du Stade Vélodrome, fondée en 1972, le Club Central des Supporters est le premier à organiser des déplacements. Le fondateur est Jacques Pélissier, surnommé Pelo, qui est mort en janvier 2006. D'abord nommé Club des Supporters Marseillais, il devient ensuite le C.C.S, le Club Central des Supporters de l'OM en 1982.
Les membres de cette association se regroupaient en bas du virage nord à côté des Yankees, mais également dans l'ensemble du stade.
En 2016, le groupe refuse de signer une convention avec le club concernant la commercialisation des billets et abonnements dans les virages (dont la responsabilité appartenait jusque lors aux groupes de supporter), puis attaque le club pour « rupture abusive des relations commerciales », procès perdu par le CCS, alors condamné à disparaître.
À l'étranger :
- CCS OM La Plata (City Bell)

### Yankee Nord

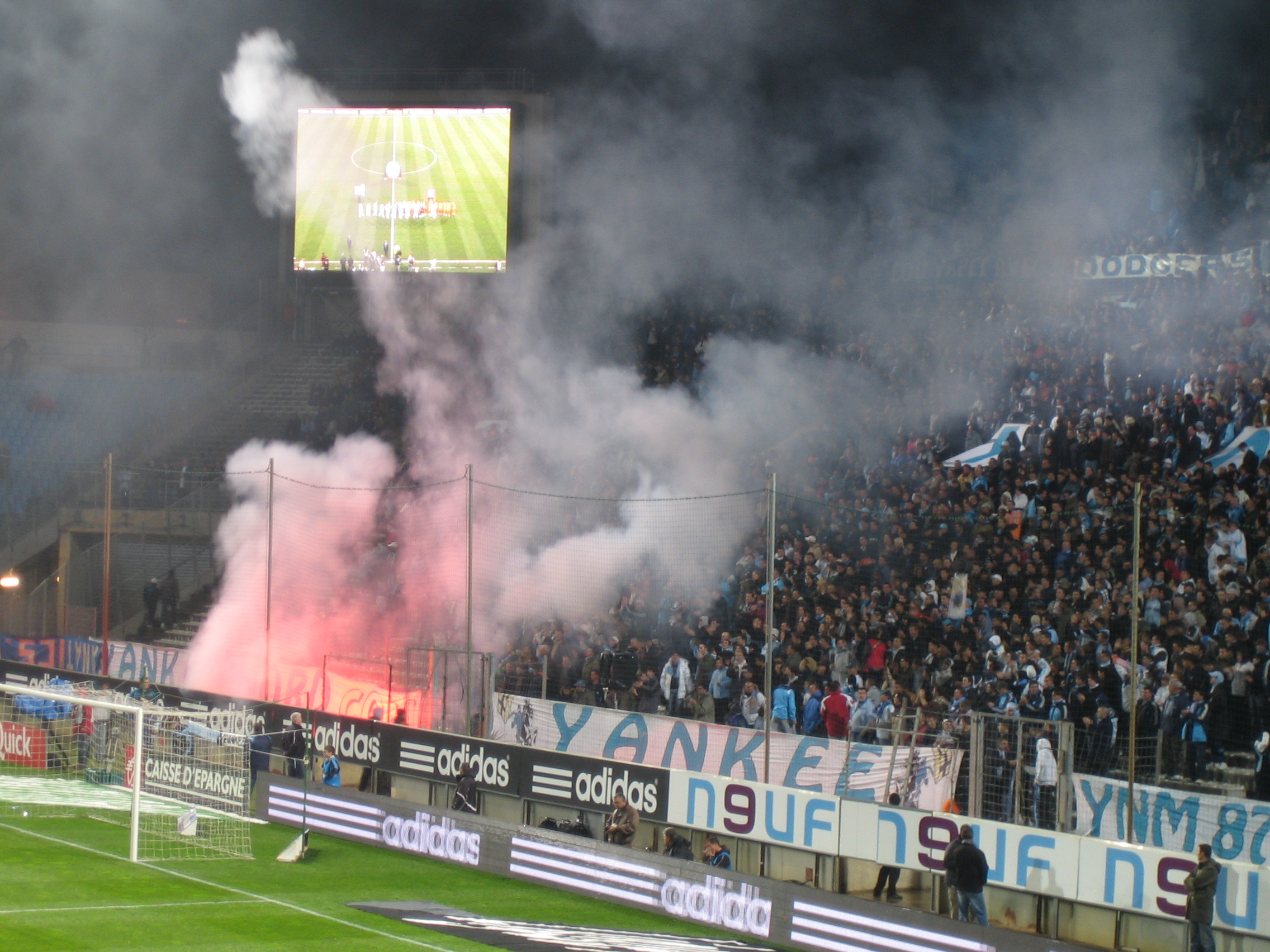
Fumigènes chez les Yankee lors du match OM-FC Metz.

Aussi connu sous le sigle YNM87 (Yankee Nord Marseille 1987), créé en 1987 puis supprimé en 2018. Ce groupe, qui a été créé par une bande d’amis des frères Tonini, était le plus important du virage Nord avec plus de 5 000 abonnés. À l'origine, ils s'appelaient les Yankee North Army, et ont réalisé leur première bannière sur une banderole « empruntée » à la SNCF. Danièle Tonini, a été longtemps l'un des piliers des Yankee jusqu'à sa mort en 2002. Mais ses deux fils Lionel et Michel ont toujours animé le groupe et assuré la présidence et la vice-présidence.
Les Yankee Nord Marseille ont aussi plusieurs sections : les Yankee IDF, les Yankee OM 12, les Yankee Champagne, les Yankee Anjou Maine, les Yankee Centre mais aussi les Yankee Béziers, Yankee Nord Isère... qui font tous les déplacements à domicile, à l'extérieur et en Europe. Certaines sections existent toujours et se rendent au vélodrome maintenant avec le CAOM comme les Yankee OM 12 même si les plus jeunes montent souvent en haut du virage avec les MTP ou Fanatics.
Le 4 juin 2018, le club annonce aux membres du groupe ne plus les reconnaître. De ce fait ils perdent leur statut d'association officielle reconnue par le club et ne peuvent désormais plus délivrer d'abonnements au Vélodrome condamnant ainsi les Yankee à disparaître. Le club leur reproche notamment des faits supposés de revente de billets au noir en marge de la réception de Lyon, le 18 mars de la même année.
Au cours du premier match de la saison 2018-2019, le 10 août 2018 contre Toulouse, des heurts ont opposé des ex-membres des Yankees et certains membres du Club des Amis de l'OM. La semaine suivante, les Yankees produisaient un communiqué affirmant que des négociations étaient en cours avec le CAOM pour une future alliance.

### Cosa Ultras
Club de supporters créé officiellement en 2001 mais actif depuis 1995/1996 avec le CU84 puis dissous en 2012

### Brava Massalia
Club de supporters créé en 2008.

## Chants
« Aux armes ! », chant le plus connu des supporters de l'OM, est une reprise de « All'armi », entonné par les troupes de Benito Mussolini dans les années 1940,. Il est importé dans les années 1980 par les supporters CU84 après qu'ils ont assisté à un derby entre le Milan AC et l'Inter Milan. Les supporters marseillais y rajoutent le fameux air qui suit le chant, le "Lalala lala lala" qui est l'air d'un chant militaire, "Yankee Doodle" (1756). Il s'agissait de l'hymne de l'armée de l'union lors de la guerre de sécession, l'hymne de l'armée pro-abolition de l'esclavage est d'ailleurs aujourd'hui l'hymne du Connecticut. Le "Aux armes ! "  est ensuite repris dans d'autres stades d'Europe, notamment par les ultras du FC Sankt Pauli qui le chantent en français,. Durant les matchs, les supporters olympiens entonnent plusieurs chants en l'honneur de l'Olympique de Marseille à l'image de Quand le virage se met à chanter, Dans tous les stades on est allé, Tout le Vélodrome, Hissez haut les drapeaux ou encore Aux armes !.

« Aux armes, aux armes,

Aux armes, aux armes,

Nous sommes les Marseillais,

Nous sommes les Marseillais,

Et nous allons gagner,

Et nous allons gagner,

Allez l'OM, allez l'OM,

Allez l'OM, allez l'OM,

Hohohohohoho »

— Paroles du chant Aux armes !

« Chanter comme Depé, 

Sans jamais rien lâcher, 

Notre amour du maillot, 

Allez allez ohohhhh,

Allez allez ohohhhh »

— Paroles du chant Chanter comme Depé

« Tout le Vélodrome,

Reprend comme un seul homme,

La chanson du virage qui résonne,

Quand le virage se met à chanter,

C'est tout le stade qui va s'enflammer,

Allez allez, allez allez, 

Allez allez allez allez,

Allez allez, allez allez, 

Allez allez allez allez,

Il faut chanter, il faut chanter,

Et notre équipe va gagner »

— Paroles du chant Tout le Vélodrome

« Dans tous les stades on est allés,

C’est nous l’armée des Marseillais,

Et pour l’OM il faut chanter,

Allez l’OM allez allez,

Hohohohohoho »

— Paroles du chant Dans tous les stades on est allés

« Allez l'OM, allez Marseillais,

Hissez haut, les drapeaux,

Tous unis sous les mêmes couleurs,

Le virage chante avec ferveur »

— Paroles du chant Hissez haut

« Allez les Marseillais, 

C’était le 26 mai, 

Allez les Marseillais, 

Ensemble on a gagné, 

Allez Marseillais,

À jamais les premiers »

— Paroles du chant Allez les Marseillais

## Amitiés
Il existe le concept d'amitié/jumelage lorsque deux groupes de supporter s'apprécient. Le Commando Ultra'84 est connu pour ses amitiés européennes avec des fans de Sankt Pauli en Allemagne, de l'AEK Athènes en Grèce, de la Sampdoria de Gênes et de l'AS Livourne en Italie. Parmi ces amitiés, le lien le plus fort est celui qu'entretient le CU'84 avec les Génois des Ultras Tito Cucchiaroni et qui date depuis 1987. Afin d'illustrer, on peut citer la présence de supporters marseillais lors du match Auxerre-Livourne et la présence d'une banderole anti-PSG lors du match AEK Athènes-Paris SG, tous deux en Coupe UEFA 2006-2007, ainsi que la présence de supporters génois et livournais pour le match OM-AC Milan en Ligue des champions 2009-2010. Durant le match amical Sampdoria-OM en août 2013, les supporters des deux clubs sont mélangés dans la même tribune. De bons liens existent aussi entre certains groupes de supporters de l'OM et du Standard de Liège,.

Logotype des clubs ayant une affinité avec l'OM
FC St. Pauli
AEK Athènes
UC Sampdoria
US Livourno
Standard de Liège

## Incidents

### Affaire OM - Atlético
Santos Mirassiera, membre des Commando Ultras '84, est condamné à trois ans et demi de prison ferme à la suite d'incidents avec la police espagnole en marge du match de Ligue des champions entre l'Atlético de Madrid et l'Olympique de Marseille, le 1er octobre 2008. Cette affaire mobilise le monde des supporters ainsi que les hommes politiques en France et en Espagne. Par la suite, celui-ci ne fait cependant pas preuve d'un comportement exemplaire et est rattrapé par les médias à la suite de son placement en garde à vue dans le cadre d'un déplacement à Lille.

### Affaire OM - Chakhtar
Lors de la rencontre entre l'Olympique de Marseille et le Chakhtar Donetsk comptant pour les 1/4 de finale de la Coupe UEFA 2008-2009, une violente bagarre éclate entre supporters olympiens de la Cosa Ultra et des South Winners. Un différend d'ordre financier et une animosité douteuse des SW87 envers la Cosa est à l'origine de cette bagarre,,.

### Centre d'entrainement Robert Louis-Dreyfus
Le 30 janvier 2021, alors qu'une manifestation des groupes de supporters se tenait devant le Centre d'entrainement Robert Louis-Dreyfus afin de protester contre la direction du club, plusieurs dizaines d'individus sont entrés par effraction à l'intérieur de la Commanderie. Ce qui a donné lieu à des incidents entre le staff, certains joueurs de l'Olympique de Marseille et certains supporters. Le défenseur de l'Olympique de Marseille, Àlvaro González a notamment reçu un projectile qui ne lui était pas destiné.
Cet incident étant survenu à quelques heures d'un match de Ligue 1 entre l'Olympique de Marseille et le Stade Rennais, le match a été reporté et 25 individus ont été interpellés par la police, des arbres ayant été brûlés et des vitres cassées. La direction du club a porté plainte et 14 personnes ont fait l'objet d'un procès en comparution immédiate,.
À la suite de ces incidents, la direction du club a envoyé une mise en demeure aux groupes de supporters de l'Olympique de Marseille.

## Célèbres supporters

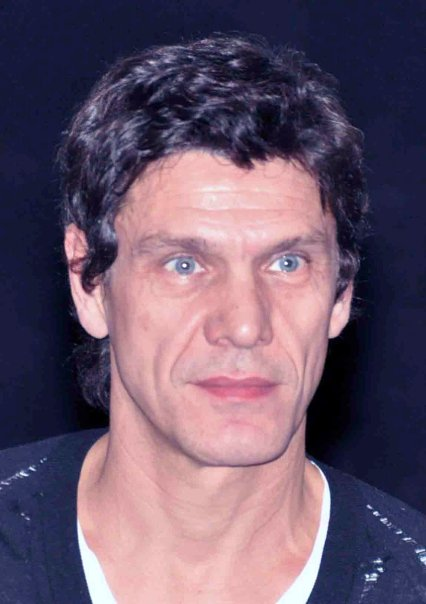
Marc Lavoine est supporter de l'OM.

Parmi les millions de supporters du club marseillais, on peut citer diverses personnalités masculines issues de différents milieux.
- Sport: Usain Bolt[49], Sébastien Grosjean[50], Christophe Lemaitre[51], Brahim Asloum[52], Arnaud Clément[53], Benoît Paire[54], Camille Lacourt[55], Fabien Gilot[56], Frédérick Bousquet[57], Richard Virenque[58], Yannick Nyanga[59], Maxime Bouet[60], Ronny Turiaf[61], Jean-Charles Orioli[62], Marc et Ugo Crousillat[63], Sébastien Ogier[64] ou Erwann Le Péchoux[65].
- Radio et télévision : René Malleville[66], Camille Combal[67], Bruno Guillon[68], Jean-Pierre Foucault[69], Avi Assouly[70], Patrice Laffont[71], Laurent Weil[72], Cyril Lignac[73], Laurent Ruquier[74], Marcel Rufo[75] ou Stéphane Plaza[76].
- Réseaux Sociaux : Mohamed Henni[77] ou Bengous[78]
- Musique : Grégory Lemarchal[79], Sefyu[80], Jessy Matador[81], Youssoupha[59], Jul[82], SCH[82], Naps[82], Quentin Mosimann[59], Magyd Cherfi[83], Baptiste Giabiconi[84], Marc Lavoine[85], Jo Corbeau[86], Matt Pokora[87], Hatik[88], Sya Styles[89], Manu Chao[90], Snoop Dogg[91], Alonzo[92], Soprano[71], David Guetta[93], Vitaa[94]  ou Ed Sheeran[95].
- Littérature : Éric Naulleau[96], Franz-Olivier Giesbert[97] ou Christian Authier[98].
- Cinéma : Matt Damon[99], Frankie Muniz[100], Pamela Anderson[101], Harry Baur[102], Fernandel[OG 2], Jean-Pierre Darroussin[103],, Olivier Dahan[104], Richard Anconina[63], Avy Marciano[105], Moussa Maaskri[106], Luka Peros[107], Stéphane Henon[108], Éric Lavaine[63], Thierry Neuvic[109], Clara Morgane[110], Jean Dujardin[110], Gilles Lellouche[110] ou Samy Naceri[110]
- Humour : Patrick Bosso[111], Mathieu Madénian[112], Ahmed Sylla[113], Omar Sy[114], Anthony Joubert[115], Cyril Lecomte[116] ou Titoff[111].
- Politique : Emmanuel Macron[117], Benoît Hamon[118], Eric Diard[119], Sacha Houlié[63], Pap Ndiaye[120] ou Karim Zéribi[121].

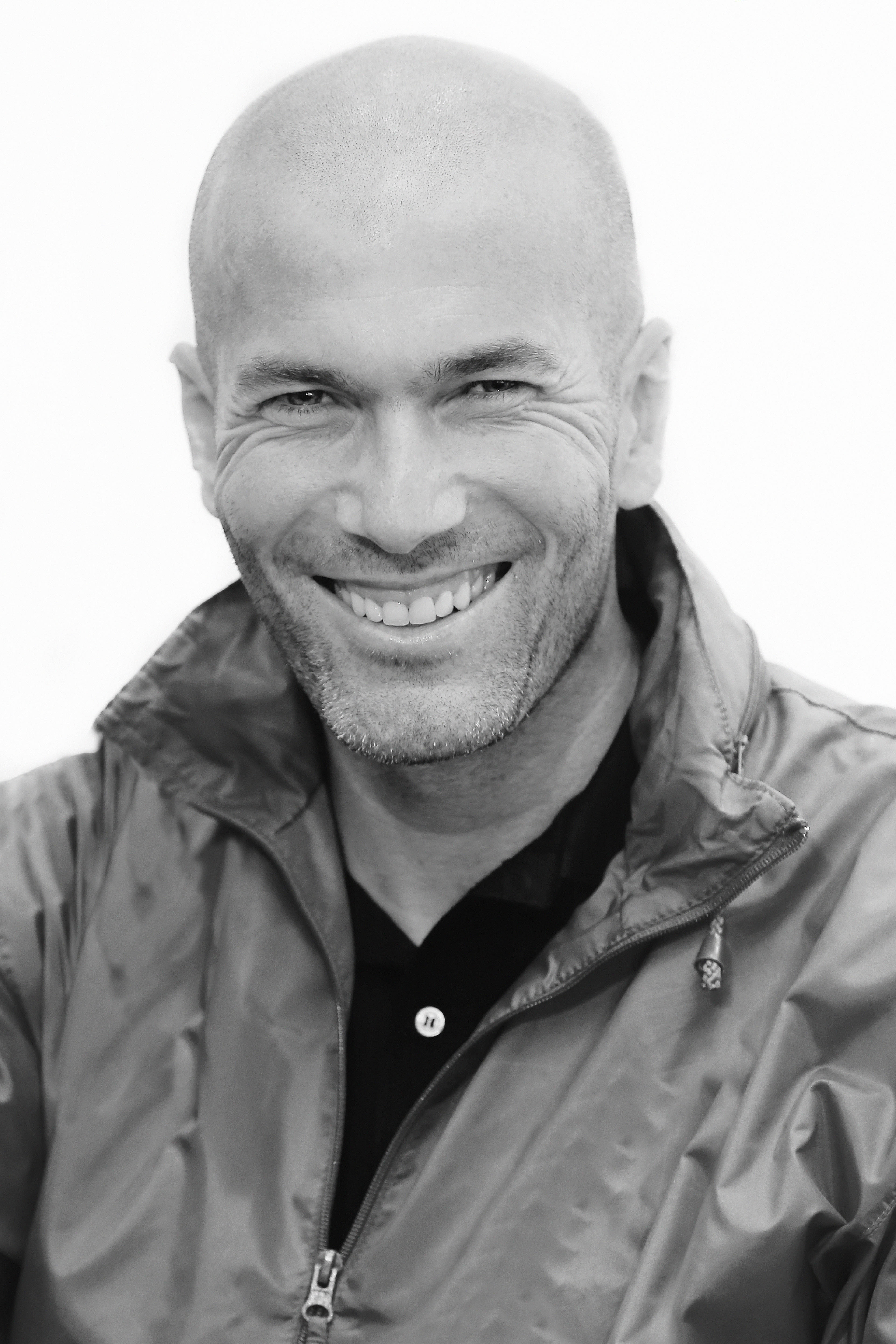
Zinédine Zidane, natif de Marseille se rendait petit dans les travées du Stade Vélodrome.

Zinédine Zidane, bien que n'ayant jamais joué sous les couleurs olympiennes, n'a jamais caché son amour pour le club de sa ville natale. Il regrette ne jamais avoir porté le maillot de l'Olympique de Marseille.
Le club compte également des supportrices telles qu'Alice Pol, Marion Bartoli, Clara Morgane, Diam’s, Nathalie Simon ou Virginie Dedieu qui sont invitées aux matchs et à communiquer sur leur passion du club olympien. L'OM compte également parmi ses supportrices Alexandra Rosenfeld, élue Miss France en 2006. La rencontre contre Valenciennes en 2009, qui se joue la veille de la Journée internationale de la femme, voit l'OM célébrer ses fans féminins.
Dans l'optique de la rivalité OM-PSG, des personnalités comme Manu Chao ou encore Renaud présentent la particularité d'être natifs de Paris mais supporters du club olympien. S'ils sont des exemples dans ce sens, la réciproque n'est pas vraie et aucun Marseillais notoire n'est connu pour être fan du PSG.
L'OM possède également des fans étrangers tels que la comédienne belge Émilie Dequenne ou le réalisateur britannique Adrian Lyne.

## Galerie

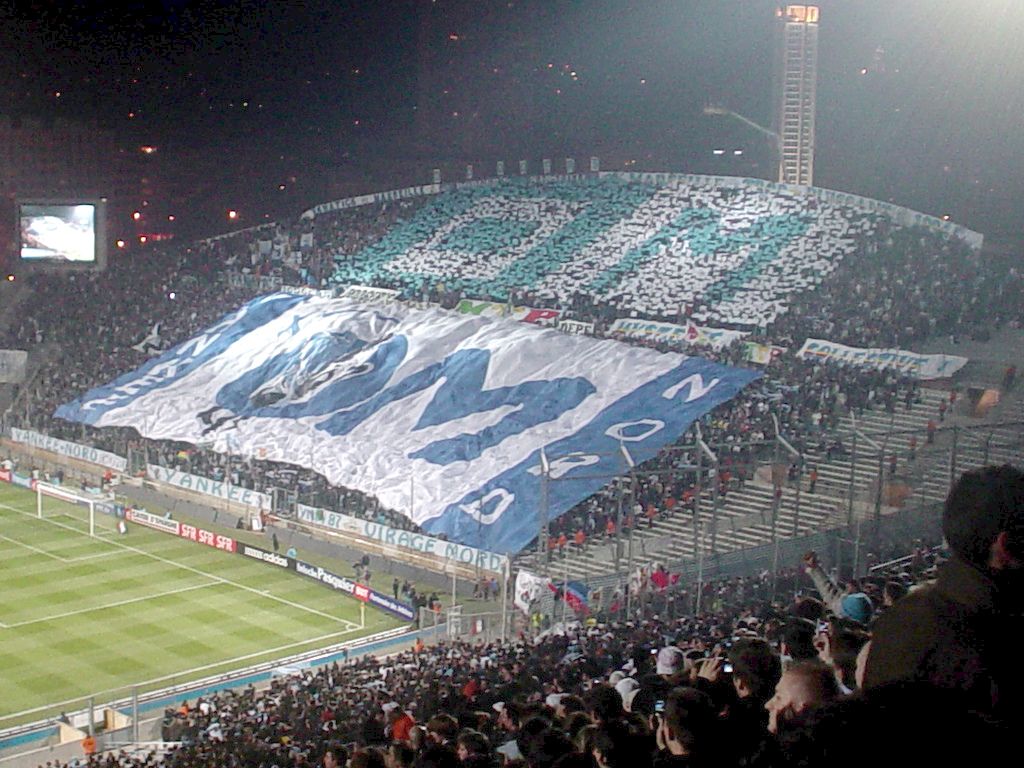
OM-OL 2007, CdF (1/8 de finale)
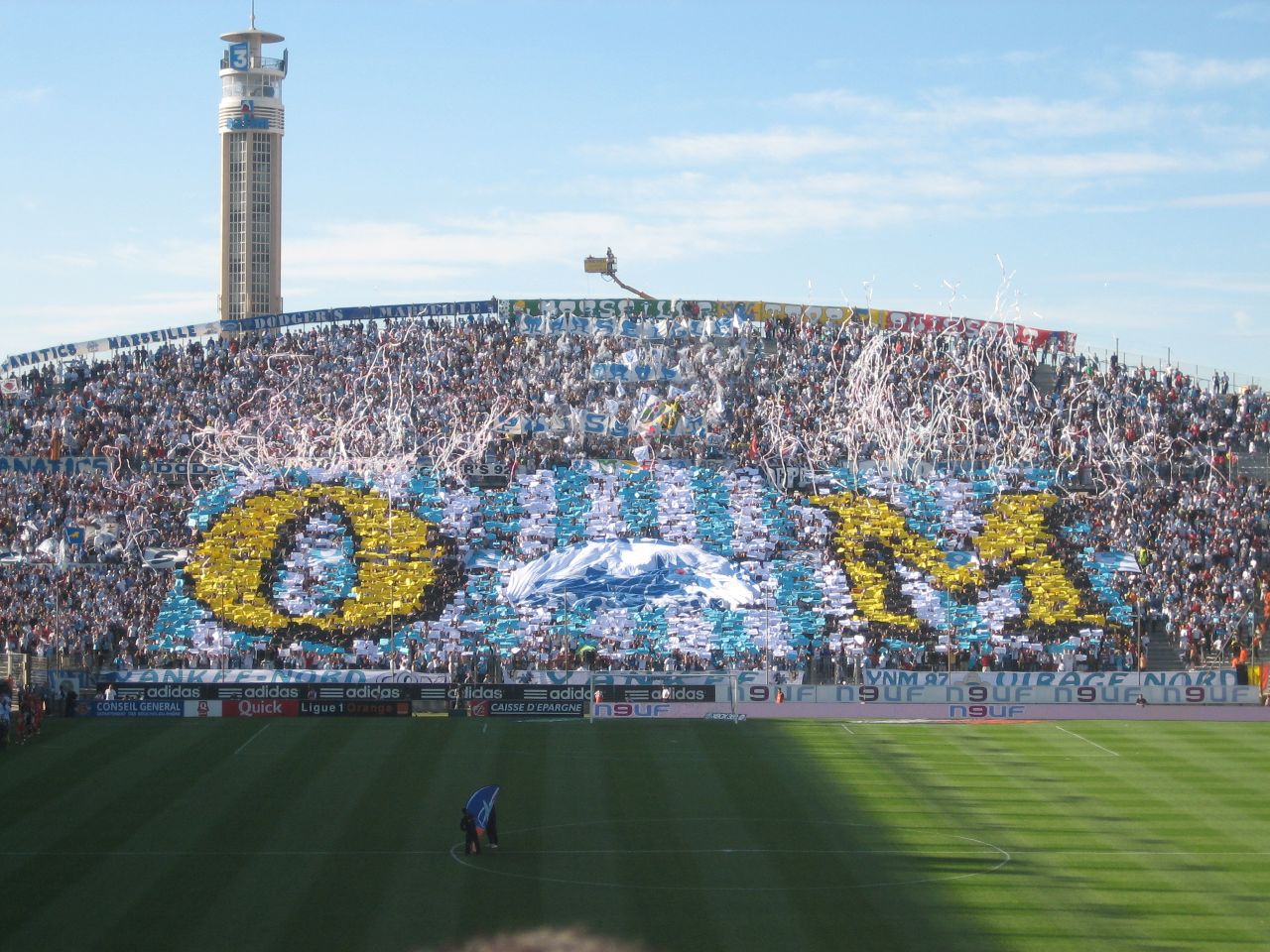
OM-Le Mans 2006, L1
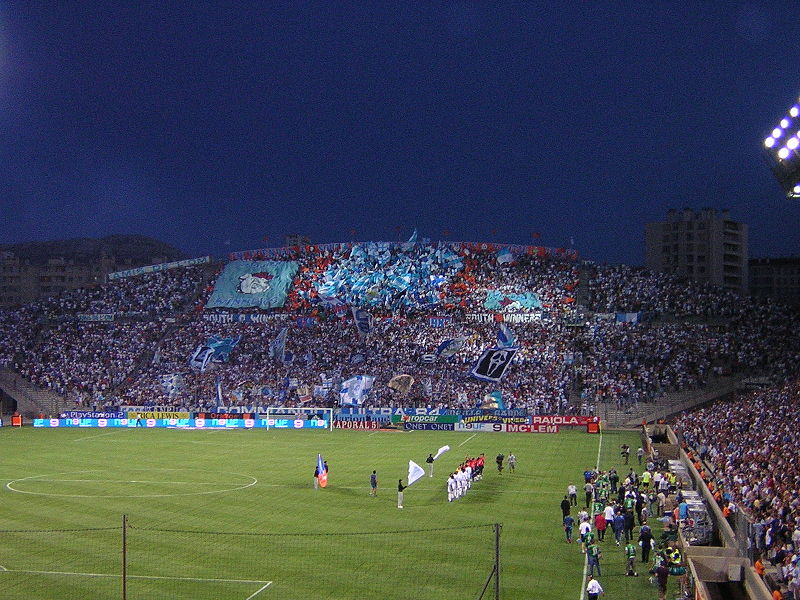
OM-LOSC 2004, L1
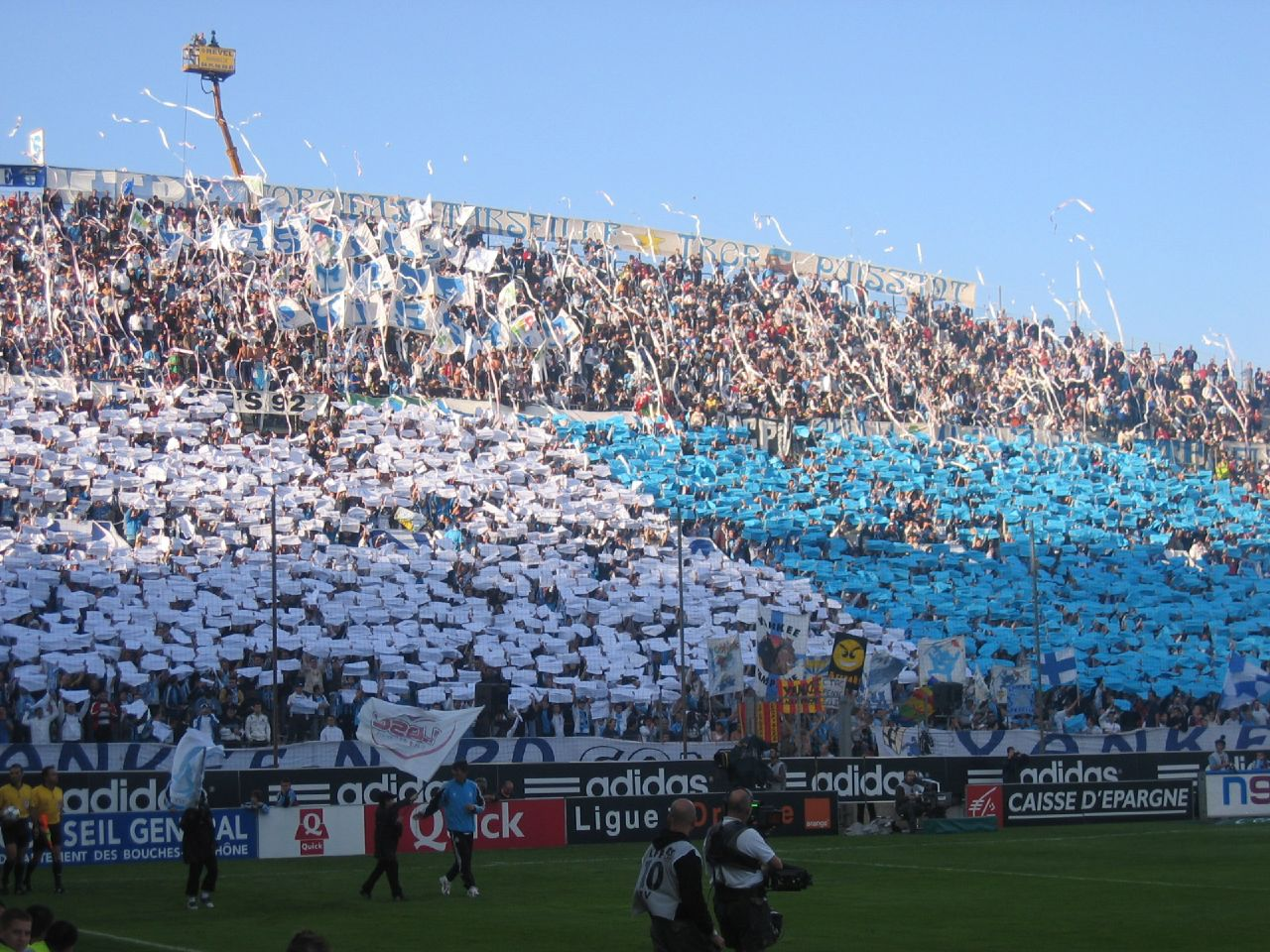
OM-LOSC 2005, L1
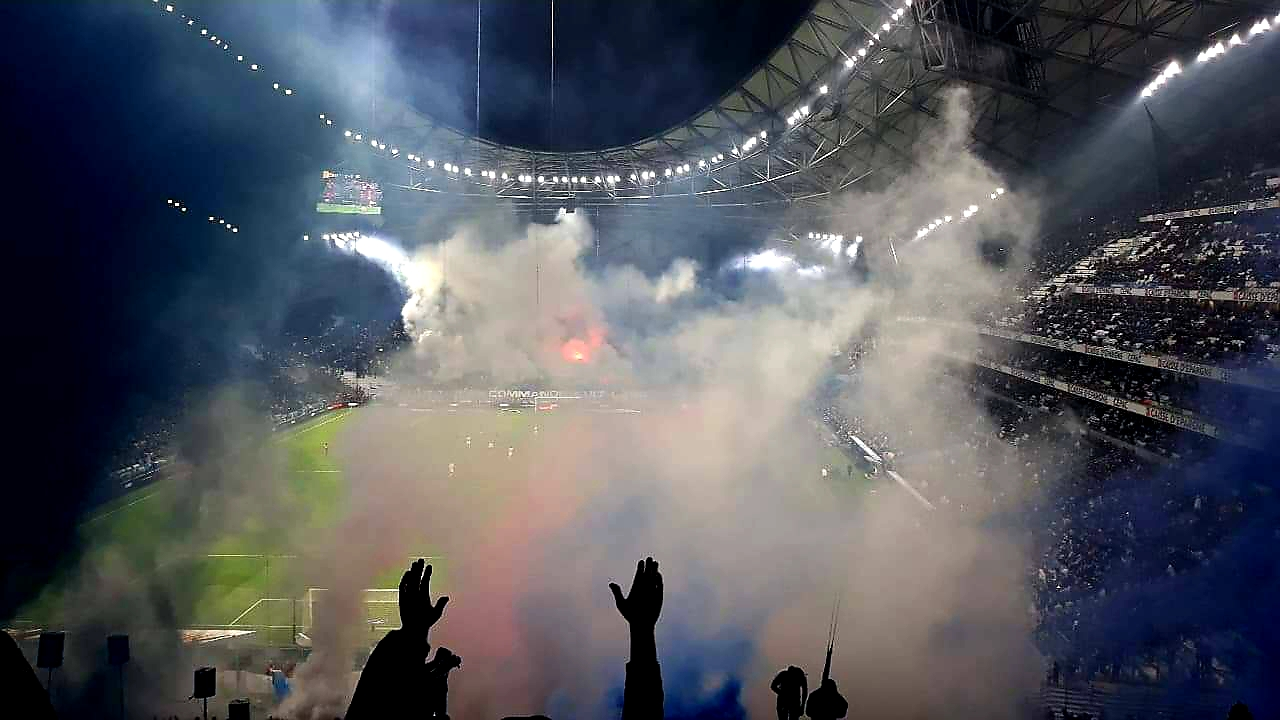
OM-OL 2019, L1